# برنارد جاكسون (لاعب كرة قدم أمريكية أمريكي)
برنارد جاكسون (بالإنجليزية: Bernard Jackson)‏ هو لاعب كرة قدم أمريكية أمريكي، ولد في 24 أغسطس 1950 في واشنطن العاصمة في الولايات المتحدة، وتوفي في 26 مايو 1997 في لومبوك في الولايات المتحدة بسبب سرطان الكبد.

## وصلات خارجية
- برنارد جاكسون على موقع مرجع كرة القدم المحترفة.كوم (الإنجليزية)
- برنارد جاكسون على موقع كلية كرة القدم في سبورتس رفرنس.كوم (الإنجليزية)